# Champoly
Champoly település Franciaországban, Loire megyében. Lakosainak száma 315 fő (2022. január 1.). Champoly Saint-Romain-d’Urfé, Saint-Marcel-d’Urfé, Saint-Martin-la-Sauveté, Les Salles és Vêtre-sur-Anzon községekkel határos.

## Népesség
A település népességének változása:
| Lakosok száma | 437  | 373  | 307  | 276  | 325  | 328  | 329  | 327  | 324  | 315  |
|               | 1968 | 1982 | 1990 | 2006 | 2013 | 2015 | 2017 | 2019 | 2020 | 2022 |